# Chemie životního prostředí

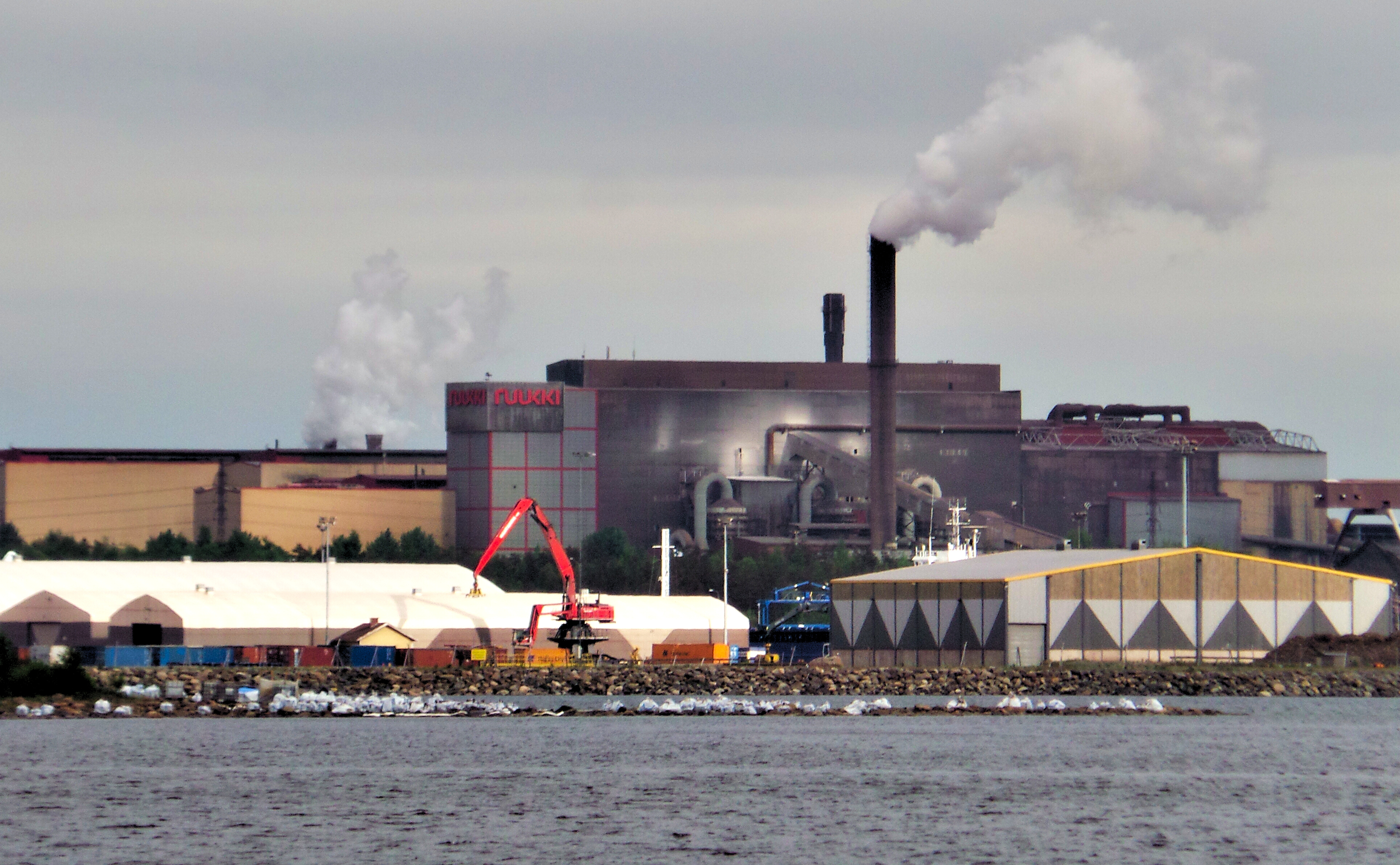
Bílé pytle plné kontaminovaného kamení na pobřeží poblíž úniku ropy v Raahe ve Finsku.

Chemie životního prostředí (také environmentální chemie) je obor chemie, který zkoumá chemické a biochemické děje probíhající v přírodě. Lze jej definovat jako studium vzniku, reakcí, transportu, ovlivňování a zániku chemických látek v atmosféře, půdě a vodě a vlivu člověka na tyto děje. Chemie životního prostředí je interdisciplinární věda, která zahrnuje chemii atmosféry, roztoků, půdy a analytickou chemii.
Chemie životního prostředí se snaží porozumět dějům v nekontaminovaném prostředí. Bez této znalosti není možné pochopit vliv člověka na životní prostředí.